# Castlevania (seriál)
Castlevania je americký animovaný televizní seriál ve stylu anime, za jehož produkcí stojí společnost Frederator Studios. Je založený na motivech stejnojmenné herní série od společnosti Konami, přičemž první dvě řady jsou adaptací hry Castlevania III: Dracula's Curse z roku 1989 a sledují příběh Trevora Belmont, který za pomoci svých spojenců, Syphy Belnadesové a Alucarda, chrání Valašsko před Drákulou a jeho poskoky. V druhé řadě se objevují postavy ze hry Castlevania: Curse of Darkness z roku 2005, příběh Alucardovi matky Lisy pak pochází ze hry Castlevania: Symphony of the Night. Dohromady tak byly jako zdroj materiálů použity tři videohry.
Seriál byl původně zamýšlen jako film vytvořený producentem Kevinem Koldem a jeho firmou Project 51. V roce 2007 uzavřel Kolde kontrakt se spisovatelem Warrenem Ellisem, který k filmu napsal scénář. Projekt se následně dostal do tzv. produkčního pekla, které trvalo až do roku 2015, kdy se do projektu přidal Adi Shankar a ujala se ho streamovací služba Netflix. Společnost Powerhouse Animation Studios se přidala do týmu a produkce začala. Styl animace je silně ovlivněn japonským anime a prací Ajamiho Kodžimi ve hře Castlevania: Symphony of the Night. Členy produkčního týmu jsou také tvůrci a animátoři pracující v japonském anime průmyslu.
Seriál měl premiéru 7. července 2017 na Netflixu a téhož dne byl obnoven pro druhou řadu s osmi epizodami, která měla premiéru 26. října 2018. Krátce poté objednal Netflix i třetí řadu, jež čítá deset epizod. Měla premiéru 5. března 2020. Téhož měsíce pak byla oznámena řada čtvrtá, která se stala finální řadou seriálu a byla zveřejněna 13. května 2021. Netflix mimo jiné pracuje na dalším seriálu, který je zasazen ve stejném vesmíru.

## Příběh
Poté, co byla žena upíra Drákuly obviněna a upálena za čarodějnictví, prohlásil hrabě Drákula, že lidé Valašska zaplatí svými životy. Vyvolal armádu démonů, která obsadila zem a donutila lidi žít ve strachu a nedůvěře. Proti silám Hraběte Drákuly se postaví vyvržený lovec monster Trevor Belmont. Při boji mu pomáhají kouzelnice Sypha Belnades a Drákulův křížený syn Alucard.

## Postavy
- Richard Armitage jako Trevor Belmont[1]
- James Callis jako Adrian „Alucard“ Tepeš[1]
- Alejandra Reynoso jako Sypha Belnades[1]
- Graham McTavish jako Vlad Drákula Tepeš[1] (1.–2. řada, hostující 4. řada)
- Tony Amendola jako starší[1] (1. řada)
- Matt Frewer jako biskup[1] (1. řada, hostující 2. řada)
- Emily Swallow jako Lisa Tepeš[1] (1. řada, hostující 2. a 4. řada)
- Theo James jako Hector[2] (2.–4. řada)
- Adetokumboh M'Cormack jako Isaac[2] (2.–4. řada)
- Jaime Murray jako Carmilla[2] (2.–4. řada)
- Peter Stormare jako Godbrand[2] (2. řada, hostující 4. řada)
- Jessica Brown Findlay jako Lenore (3.–4. řada)
- Yasmine Al Massri jako Morana (3.–4. řada)
- Ivana Miličević jako Striga (3.–4. řada)
- Bill Nighy jako Saint Germain (3.–4. řada)
- Navid Negahban jako Sala (3. řada)
- Jason Isaacs jako starosta (3. řada)
- Tóru Učikado jako Taka (3. řada)
- Rila Fukushima jako Sumi (3. řada)
- Barbara Steele jako Miranda (3. řada)
- Lance Reddick jako kapitán (3. řada)
- Christine Adams jako alchymistka (4. řada)
- Malcolm McDowell jako Varney (4. řada)
- Marsha Thomason jako Greta z Denešty (4. řada)
- Titus Welliver jako Ratko (4. řada)
- Toks Olagundoye jako Zamfir (4. řada)
- Matthew Waterson jako Dragan (4. řada)

## Seznam dílů

### První řada (2017)
| Č. v seriálu | Č. v řadě | Původní název | Český název    | Režie     | Scénář       | Premiéra na Netflixu |
| ------------ | --------- | ------------- | -------------- | --------- | ------------ | -------------------- |
| 1            | 1         | Witchbottle   | Kouzelná láhev | Sam Deats | Warren Ellis | 7. července 2017     |
| 2            | 2         | Necropolis    | Nekropolis     | Sam Deats | Warren Ellis | 7. července 2017     |
| 3            | 3         | Labyrinth     | Labyrint       | Sam Deats | Warren Ellis | 7. července 2017     |
| 4            | 4         | Monument      | Monument       | Sam Deats | Warren Ellis | 7. července 2017     |

### Druhá řada (2018)
| Č. v seriálu | Č. v řadě | Původní název  | Český název     | Režie       | Scénář       | Premiéra na Netflixu |
| ------------ | --------- | -------------- | --------------- | ----------- | ------------ | -------------------- |
| 5            | 1         | War Council    | Válečný koncil  | Sam Deats   | Warren Ellis | 26. října 2018       |
| 6            | 2         | Old Homes      | Staré domovy    | Spencer Wan | Warren Ellis | 26. října 2018       |
| 7            | 3         | Shadow Battles | Stínové bitvy   | Adam Deats  | Warren Ellis | 26. října 2018       |
| 8            | 4         | Broken Mast    | Zlomený stožár  | Sam Deats   | Warren Ellis | 26. října 2018       |
| 9            | 5         | Last Spell     | Poslední kouzlo | Sam Deats   | Warren Ellis | 26. října 2018       |
| 10           | 6         | The River      | Řeka            | Spencer Wan | Warren Ellis | 26. října 2018       |
| 11           | 7         | For Love       | Pro lásku       | Sam Deats   | Warren Ellis | 26. října 2018       |
| 12           | 8         | End Times      | Konec světa     | Adam Deats  | Warren Ellis | 26. října 2018       |

### Třetí řada (2020)
| Č. v seriálu | Č. v řadě | Původní název                         | Český název                           | Režie                  | Scénář       | Premiéra na Netflixu |
| ------------ | --------- | ------------------------------------- | ------------------------------------- | ---------------------- | ------------ | -------------------- |
| 13           | 1         | Bless Your Dead Little Hearts         | Blahoslavena budiž vaše mrtvá srdíčka | Sam Deats              | Warren Ellis | 5. května 2020       |
| 14           | 2         | The Reparation of My Heart            | Oprava mého srdce                     | Sam Deats              | Warren Ellis | 5. května 2020       |
| 15           | 3         | Investigators                         | Vyšetřovatelé                         | Sam Deats              | Warren Ellis | 5. května 2020       |
| 16           | 4         | I Have a Scheme                       | Mám plán                              | Sam Deats              | Warren Ellis | 5. května 2020       |
| 17           | 5         | A Seat of Civilisation and Refinement | Sídlo civilizace a kultivovanosti     | Sam Deats              | Warren Ellis | 5. května 2020       |
| 18           | 6         | The Good Dream                        | Dobrý sen                             | Sam Deats a Adam Deats | Warren Ellis | 5. května 2020       |
| 19           | 7         | Worse Things Than Betrayal            | Zrada není to nejhorší                | Sam Deats              | Warren Ellis | 5. května 2020       |
| 20           | 8         | What the Night Brings                 | Co přinese noc                        | Sam Deats              | Warren Ellis | 5. května 2020       |
| 21           | 9         | The Harvest                           | Žně                                   | Sam Deats a Adam Deats | Warren Ellis | 5. května 2020       |
| 22           | 10        | Abandon All Hope                      | Vzdejte se veškeré naděje             | Sam Deats              | Warren Ellis | 5. května 2020       |

### Čtvrtá řada (2021)
| Č. v seriálu | Č. v řadě | Původní název              | Český název               | Režie                         | Scénář       | Premiéra na Netflixu |
| ------------ | --------- | -------------------------- | ------------------------- | ----------------------------- | ------------ | -------------------- |
| 23           | 1         | Murder Wakes It Up         | Probouzí ho smrt          | Sam Deats                     | Warren Ellis | 13. května 2021      |
| 24           | 2         | Having the World           | Mít celý svět             | Sam Deats                     | Warren Ellis | 13. května 2021      |
| 25           | 3         | Walk Away                  | Prostě pojď               | Sam Deats                     | Warren Ellis | 13. května 2021      |
| 26           | 4         | You Must Sacrifice         | Musíš něco obětovat       | Sam Deats                     | Warren Ellis | 13. května 2021      |
| 27           | 5         | Back in the World          | Zpátky na světě           | Sam Deats                     | Warren Ellis | 13. května 2021      |
| 28           | 6         | You Don't Deserve My Blood | Moji krev si nezasloužíte | Sam Deats                     | Warren Ellis | 13. května 2021      |
| 29           | 7         | The Great Work             | Důležitá práce            | Sam Deats                     | Warren Ellis | 13. května 2021      |
| 30           | 8         | Death Magic                | Magie smrti               | Sam Deats                     | Warren Ellis | 13. května 2021      |
| 31           | 9         | The Endings                | Finále                    | Sam Deats                     | Warren Ellis | 13. května 2021      |
| 32           | 10        | It's Been a Strange Ride   | Byla to podivná jízda     | Sam Deats a Amanda Sitareh B. | Warren Ellis | 13. května 2021      |

## Produkce

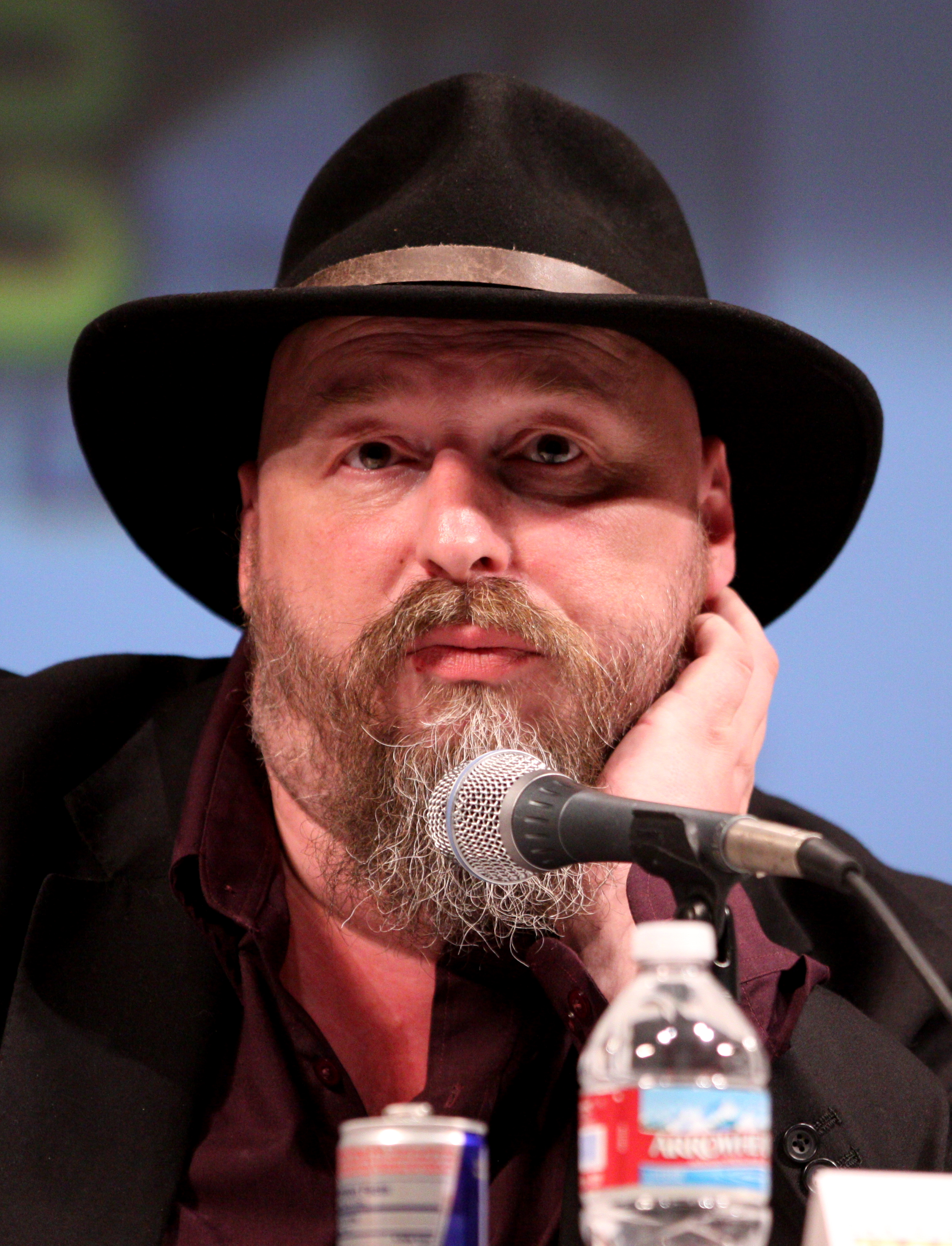
Warren Ellis původně napsal scénář pro film, až o několik let později byl zadaptován do seriálu

V březnu 2007 získala produkční společnost Frederator Studios práva na výrobu animované filmové adaptace videohry Castlevania III: Dracula's Curse, která měla původně vyjít na digitálních nosičích (direct-to-video). Do projektu se přidal Warren Ellis, jenž se stal hlavním scenáristou. Ellis v rozhovoru pro časopis Paste řekl, že když byl kontaktován, neměl ponětí, co to Castlevania je. Až později zjistil, že se jedná o „japonskou transpozici filmů od Hammer Film, u kterých vyrůstal a které miloval“. Ellis vysvětlil, jak pracoval s producentem Castlevanie Kódžim Igarašim a jak byl frustrovaný z toho, že Igaraši požadoval před udělením souhlasu k produkci osm úplných přepisů předprodukčního materiálu. Během spolupráce s Igarašim musel zajistit, že se film příběhově vejde do časové osy série, a sepsat zcela nový úvodní děj. Ellis dále řekl, že Kevin Kolde z Frederatoru, který měl film produkovat, nechtěl, aby se film zaměřoval na dětské publikum. Ellisovi se tak otevřela možnost použití hrůzných obrázků a scén, aby dokázal vyprávět takový příběh, který chtěl napsat. Poznamenal, že u běžné animované tvorby mu požadavky pro děti přišly značně omezující.
Ellis nechtěl, aby se film stal pouze přesnou kopií videoher, ale také aby dokázal představit materiál, jež by dokázal vyzdvihnout herní svět a jeho elementy. V danou chvíli měl být film dlouhý 80 minut, protože však nebyl dostatečně dlouhý na to odvyprávět celý Ellisův příběh, rozhodl se Ellis rozdělit svůj scénář do tří děl, přičemž každé z nich by mělo tříaktovou strukturu narace. První část měla představit postavy Drákuly, Trevora, Syphy a Alucarda a zápletka příběhu měla být dostatečně vysvětlena. Ellis uvedl, že pokud by další dvě části nebyly schváleny, první dílo by je nepotřebovalo k tomu, aby fungovalo samostatně. Kvůli omezenému času se Ellis rozhodl do příběhu nezařadit Granta Danastyho, postavu piráta z videohry. Řekl, že vedle „stupidního jména“ není pirát postavou, jež by se do zasazení hodila, a že kvůli omezenému času neměl možnost ji dostatečně uvést.
V roce 2008 se produkce zastavila a projekt se dostal do produkčního pekla. Ellis dokončil svůj scénář v červnu 2008 a v srpnu 2008 se na blogu filmu objevilo, že se hledá společnost, která by film odkoupila a uvedla v kinech. Po ukončení blogu však nebyly oznámeny žádné další informace.
V roce 2012 bylo Adimu Shankarovi nabídnuto režírovat hraný film podle Ellisova scénáře. Shankar, který v dané době dokončil jako výkonný producent film Dredd, řekl, že plánoval natočit film ve stylu filmové série Underworld s podobným rozpočtem. Nabídku však odmítl, dle něj byla o „250 procent špatně“, protože měl k původní hře hluboký respekt a hraná verze by ji dobře nerespektovala. Následně odešel z Hollywoodu, aby se věnoval vlastní produkci. Řekl, že nabídku odmítl také z důvodu, že „hlavní studia bezostyšně nerespektují fanoušky“.
Projekt byl oživen poté, co Sam Deats a jeho společnost Powerhouse Animation Studios podepsali s Netflixem dohodu. Podkladem projektu se staly scénáře, které byly napsány téměř před deseti lety. Powerhouse se obrátilo na Frederator s žádostí o pomoc při jeho výrobě. Dle Ellise se Netflixu jeho scénáře, které napsal v roce 2007, líbily. Rozhodl se tak provést pouze několik drobných změn, aby příběh odpovídal televiznímu formátu Netflixu a zároveň mohl zůstat věrný verzi scénáře, kterou Konami přijalo. Shankar obdržel nabídku stát se producentem seriálu, kterou následně přijal, protože jej Powerhouse ani Frederator neomezovaly v jeho tvůrčí představě a interpretaci Ellisových scénářů. Fred Seibert a Kevin Kolde z Frederator Studios se stali také producenty. Seriál byl animován společnostmi Frederator Studios a Powerhouse Animation Studios a režírován Samem Deatsem. Hudbu složil Trevor Morris.
Styl animace seriálu byl silně ovlivněn prací Ajamiho Kodžimi ve hře Castlevania: Symphony of the Night. Byl také inspirován výrazy postav režiséra Satošiho Kona či seriálem Kovboj Bebop a filmy Berserk: Ógon džidai hen, podle kterých se tvůrci rozhodli mezi vážné prvky přidat i humorné. Animace seriálu je 2D a tradičně kreslená, vycházející částečně z děl Džúbei ninpúčó a Vampire Hunter D. Členové produkčního týmu pracovali dříve na filmu Vampire Hunter D: Bloodlust. Mangy Berserk a Mugen no džúnin se také staly inspirací, přičemž jeden z animačních režiséru dříve pracoval na filmech Berserk: Ógon džidai hen. Společnost Konami, držitel práv k franšíze Castlevania, úzce spolupracovala na seriálu a pomáhala s řešením drobných změn v příběhu. K práci filmařů byla velmi vnímavá.
Čtyři třiceti minutové díly první řady měly premiéru 7. července 2017 a představují první část trilogie, kterou napsal Ellis v roce 2007. Druhá řada je tvořena osmi díly a byla zveřejněna 26. října 2018. Ellis řekl, že se ve druhé řadě, která je završením trilogie, mohl trochu odchýlit od příběhu hry. Učinil tak z důvodu, aby seriál odpovídal kritériím Netflixu z hlediska scén a délek jednotlivých epizod. Dle Shankara by mohly vzniknout další příběhy, které by braly inspiraci z her. Uvedl, že seriál vidí jako „příběh o rodině a několika generacích této rodiny“ s mnoha příběhy, z nichž lze čerpat. Na druhé řadě se podíleli také zaměstnanci japonského studia Madhouse, kteří pracovali například na seriálu Death Parade.
Adi Shankar uvedl, že jedním z hlavních cílů seriálu nebylo popsat Drákulu jako zápornou postavu, ale jako tragickou postavu, která je odsouzena k zániku. Řekl: „Nejlepší záporáci jsou většinou hrdiny vlastních příběhů a trik v tom, aby Castlevania překvapila, bylo, že Drákula není špatným člověkem, není záporákem, ale pouze člověkem pohlceným temnotou. V prvním dílu první řady jsme dostali šanci pochopit, proč chce lidi vyhladit. Není pouze jednorozměrnou postavou se stočeným knírem. To, co Drákula dělá, není ve skutečnosti válkou proti lidstvu. Je spíše dopisem na rozloučenou.“
Netflix objednal produkci třetí řady několik dní po odvysílání řady druhé. V listopadu 2018 Shankar oznámil, že bude vést produkci animovaného seriálu ze světa Devil May Cry společnosti Capcom. Práva na seriál získal pro sebe a plánuje jej zařadit, podobně jako Castlevanii, do společného vesmíru „Bootleg Multiverse“. Třetí řada měla premiéru 5. března 2020. Dne 27. března 2020 Netflix ohlásil, že seriál získal čtvrtou řadu. Dne 16. dubna 2021 uvedl, že se jedná o finální řadu seriálu. Zveřejněna byla 13. května téhož roku. Dne 31. července 2020 bylo po vznesených obvinění ze sexuálního obtěžování ze strany tvůrce a showrunnera seriálu Warrena Ellise oznámeno, že se po čtvrté řadě nebude nadále podílet na tvorbě Castlevanie.
Dne 11. května 2021 Netflix ohlásil, že se plánuje nový seriál zasazený ve vesmíru Castlevanie. Měly by se v něm objevit nové postavy a nebude přímým spin-offem původního seriálu. V červnu téhož roku bylo prozrazeno, že se bude seriál zaměřovat na postavu Richtera Belmonta, potomka Trevora, a Marii Renardovou a bude zasazen v období Velké francouzské revoluce.